# Portretul lui Alphonse Leroy
Portretul lui Alphonse Leroy este o pictură în ulei pe pânză din 1783 a artistului neoclasic francez Jacques-Louis David, care înfățișează un portret al medicului Alphonse Leroy. Pictura se află în prezent la Muzeul Fabre din Montpellier, care l-a cumpărat în 1829.
Subiectul picturii se uită spre privitor și se sprijină pe o copie închisă a lucrării lui Hippocrate, Morbi mulierum, o lucrare despre bolile femeilor. Pe birou se află o lampă „lampe à quinquet”, inventată de Leroy însuși. Împreună, lampa și cartea fac trimitere la Iconologia lui Cesare Ripa, care afirmă că acestea sunt atributele unui studiu.
Atenția naturalistă acordată detaliilor și tonalitatea luminoasă arată că David a fost influențat de pictorii flamanzi în timpul șederii sale din 1781 în Flandra. Unul dintre elevii săi, Jean-François Garneray, l-a ajutat la pictarea mâinilor și a țesăturilor. Pictura a fost expusă pentru prima dată la Salonul de la Paris din 1783.